# Crystal City (Missouri)
Crystal City è un comune degli Stati Uniti d'America, situato nello Stato del Missouri, nella contea di Jefferson.